# 1941年香港
|        | 香港歷史 \| 香港歷史年表                                                                                                   |
| 世紀： | 19世紀香港 \| 20世紀香港 \| 21世紀香港                                                                                     |
| 年代： | 1910年代香港 \| 1920年代香港 \| 1930年代香港 \| 1940年代香港 \| 1950年代香港 \| 1960年代香港 \| 1970年代香港               |
| 年份： | 1937年香港 \| 1938年香港 \| 1939年香港 \| 1940年香港 \| 1941年香港 \| 1942年香港 \| 1943年香港 \| 1944年香港 \| 1945年香港 |
| 紀年： | 辛巳年（蛇年）、香港開埠100周年                                                                                            |

## 大事記
- 4月1日，香港首次實施夏令時間，時鐘調快1小時（香港夏令時間比格林威治時間快9小時）[1]。
- 4月8日，清晨2時30分威靈頓街懷德里10號2樓發生謀財案，包租婦被同居男子刺傷喉部。[2]
- 4月28日，油蔴地廟街212號二樓私菸格，任職琴童的男子卓林被兩道友以利剪刺斃。
- 5月1日，實施官辦清糞，千餘失業私辦清糞夫赴華民司署請願請求當局救濟。[3]
- 6月30日，熱帶氣旋襲港，天文台懸掛九號風球。[4]
- 9月16日，熱帶氣旋襲港，天文台再次懸掛九號風球。[5]

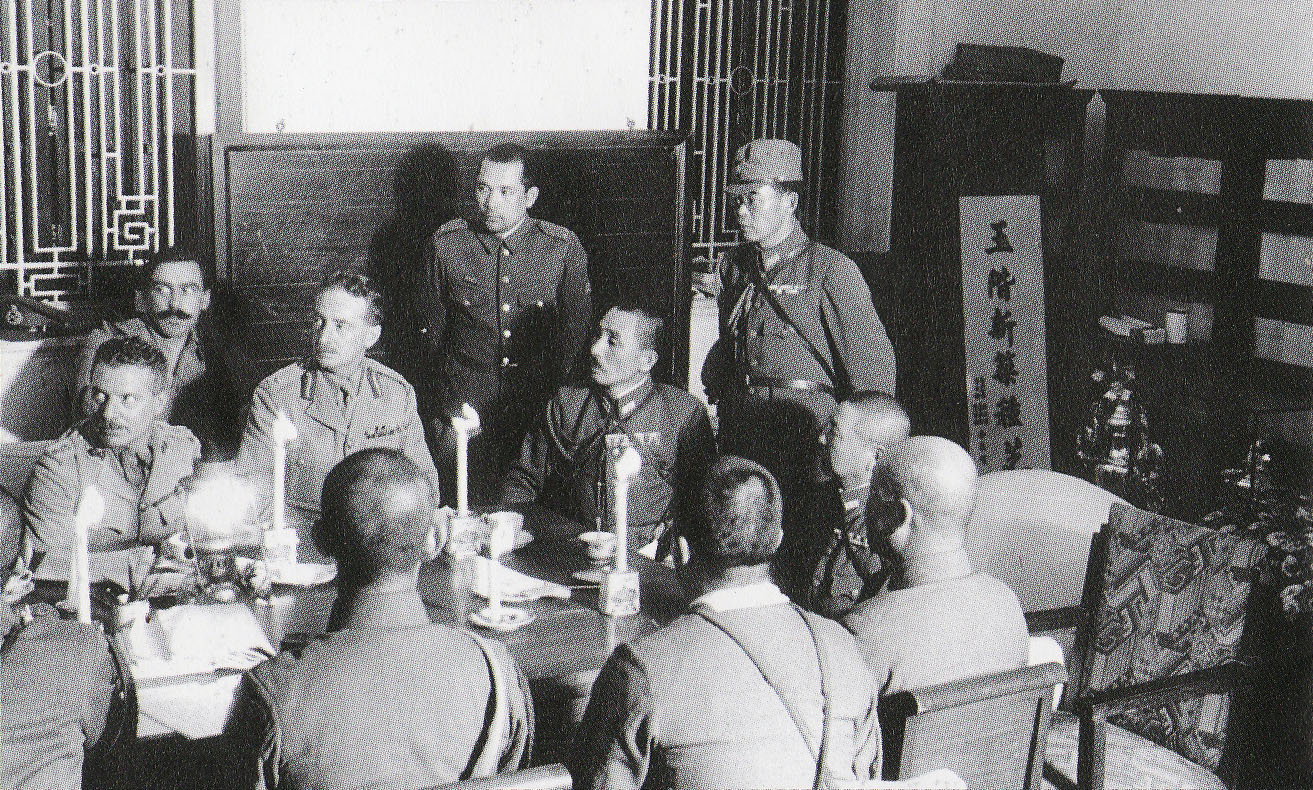
港督楊慕琦代表英方正式投降，香港主權從此由英國轉入日本手中

- 10月1日，因應夏令時間在9月30日結束及冬令時間於當日開始，時鐘調慢30分鐘[1]，當年10月至12月是香港唯一採用比格林威治時間快8小時30分鐘作為冬令時間。
- 10月22日，新界荃灣木棉下村草叢發現一南華鐵廠之夥伴林德的屍體，疑被人以刀砍斃。
- 11月29日，大埔圓洲仔附面的海面，發現一男屍，屍體下有繩緊繫石頭一塊，疑是遭人謀殺後沉屍滅跡。
- 12月8日，日軍入侵英屬香港，香港保衛戰爆發。[6]
- 12月25日：
  - 香港總督楊慕琦宣佈投降，18天保衛戰期間，釀成約4,000名平民喪生、1,679名英軍及692名日軍陣亡。香港進入「三年零八個月」的日治時期。[7]
  - 日軍聖士提反書院大屠殺，60餘人喪生。

## 出生人物
- 3月18日: 鄭國江，香港填詞人。
- 10月18日：羅石青，香港男演員。
- 11月18日: 劉家傑，香港傳媒人及英語導師。
- 11月20日：劉榮廣，香港建築師。

## 逝世人物
- 5月11日—余東旋, 香港,新加坡及馬來亞商人,余仁生企業第二代掌舵人。
- 7月15日—楊雲史，江東名詩人。
- 12月17日?－麥嘯霞，香港粵劇撰曲家、電影導演。所處西半山羅便臣道安華車房遭日軍炮火擊中身亡。
- 12月19日－林庚白，中華民國大陸時期詩人及政治人物。於尖沙咀天文台道被日軍槍殺。
- 12月19日－羅遜准將，加拿大軍人。香港保衛戰中駐守黃泥涌峽被日軍包圍及戰死。